# فلوريان باك
فلوريان باك (18 مارس 1999 ببرلين في ألمانيا - ) (بالألمانية: Florian Baak) هو لاعب كرة قدم ألماني في مركز الدفاع. شارك مع منتخب ألمانيا الوطني لكرة القدم تحت 15 سنة ‏ ومنتخب ألمانيا تحت 16 سنة لكرة القدم ومنتخب ألمانيا تحت 17 سنة لكرة القدم. أما مع النوادي، فقد لعب مع نادي هرتا برلين وFüchse Berlin Reinickendorf ‏ وHertha BSC II ‏.

## روابط خارجية
- فلوريان باك على موقع إي إس بي إن إف سي (الإنجليزية)
- فلوريان باك على موقع قاعدة بيانات كرة القدم.إي يو (الإنجليزية)
- فلوريان باك على موقع Soccerway.com (الإنجليزية)
- فلوريان باك على موقع عالم كرة القدم.نت (الإنجليزية)